# 霍爾姆斯縣 (俄亥俄州)
霍爾姆縣（英語：Holmes County）是位於美國俄亥俄州中部偏東的一個縣。面積1,098平方公里。根據美國2000年人口普查，共有人口38,943人。縣治密勒斯堡 (Millersburg)。
成立於1825年1月20日，縣名紀念在1812年戰爭中戰死的安德魯·霍爾姆斯。本縣是全球阿米什人最集中的地區，36%說賓夕法尼亞德語或德語 (另外7%說荷蘭語)。